# Barthold Georg Niebuhr

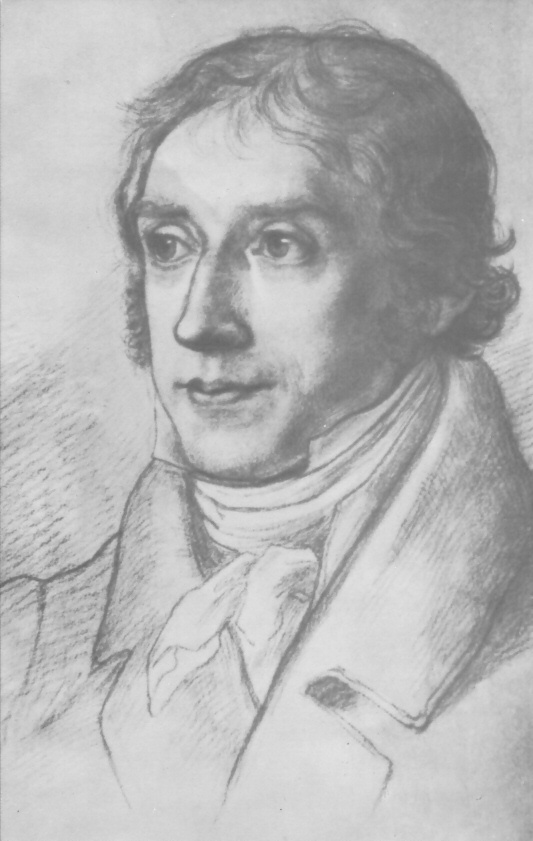
Barthold Georg Niebuhr.

Barthold Georg Niebuhr (Copenhague, 27 de agosto de 1776-Bonn, 2 de enero de 1831) fue un historiador, filólogo y político alemán de origen danés, hijo del explorador, orientalista y cartógrafo Carsten Niebuhr. Profesor de la Universidad de Berlín desde 1810, fue pionero en el uso del nuevo «método histórico crítico» en sus trabajos. Su obra más importante es la clásica Historia de Roma (Römische Geschichte).

## Biografía
Aunque nacido en Copenhague, en 1778 su familia se trasladó a Meldorf (Holstein), donde Niebuhr inició sus estudios con su padre de forma autodidacta hasta que, andando el tiempo, este se vio obligado ante sus avances a proporcionarle profesores particulares. Había mostrado desde pronto un don excepcional para aprender lenguas extranjeras y en 1794 ya era un consumado erudito clásico y podía leer griego, latín y numerosas lenguas modernas y orientales. 
Estudió durante algunos semestres Derecho y Filosofía en la Universidad de Kiel, y allí empezó a  a frecuentar la casa del profesor Hensler, con cuya joven hija Dore, reciente viuda, se habría de casar más adelante. En esos años se acercó al llamado Círculo de Eutin, que incluía a Johann Heinrich Voss, Friedrich Leopold Graf zu Stolberg y Friedrich Heinrich Jacobi, entre otros destacados intelectuales y hombres de letras, y se convirtió en amigo del conde Adam Moltke, pero en 1796 interrumpió sus estudios para entrar al servicio del gobierno danés, más en concreto como secretario privado de su ministro de Finanzas, el conde Schimmelmann. En 1798 renunció a este cargo y viajó por Gran Bretaña, pasando un año en la Universidad de Edimburgo consagrado al estudio de la agricultura y de la física. En 1799 regresó a Dinamarca, donde otra vez retomó su trabajo funcionarial en el Estado; en 1800 se casó con Dore Hensler y se estableció en Copenhague, aceptando luego el puesto de profesor de su antigua Universidad de Kiel desde 1801, algo insólito habida cuenta de su juventud y de que no había conseguido grado académico alguno. En 1804 se convirtió en director en jefe del Banco Nacional y en 1806 Niebuhr reanudó su actividad como alto funcionario en Berlín, esta vez al servicio de Prusia, donde apreciaron mucho su habilidad en cuestiones económicas. Durante un tiempo fue embajador de Prusia en Holanda pero, incómodo en esas labores, en 1810 obtuvo la cátedra de Historia antigua en la nueva Universidad Humboldt de Berlín y en 1813 se incorporó a la revuelta del pueblo alemán contra Napoleón, intentando sin éxito que lo admitieran en el ejército regular. Así que, deseoso de ser útil, fue cierto tiempo editor del periódico patriótico Der Preußische Correspondent ("El Corresponsal Prusiano") y más tarde presenció la batalla de Bautzen e intervino en algunas negociaciones de escasa importancia. En 1815 perdió a su padre y a su esposa, se casó por segunda vez con una pariente de su mujer, Margarethe Hensler, y volvió a ser emisario de Prusia de 1816 a 1823 ante la Santa Sede. 
En el camino hacia Roma descubrió en la biblioteca de la catedral de Verona un palimpsesto con las Institutiones de Gayo, editadas posteriormente por Savigny, a quien le comunicó el descubrimiento bajo la impresión de que había encontrado una parte de Ulpiano. Durante su estancia en Roma, Niebuhr descubrió y publicó fragmentos de Cicerón y Tito Livio, ayudó al cardenal Angelo Mai en su edición del De re publica de Cicerón y participó en la gran Beschreibung Roms (“Descripción de la ciudad de Roma”), sobre topografía de la Roma antigua, obra de Christian Charles Josias Bunsen y Ernst Zacharias Platner (1773–1855) que le debe algunos capítulos. Por otra parte, en un viaje descifró otro palimpsesto de la Abadía de San Galo en Suiza que contenía los restos de varios poemas de Flavio Merobaudes, un poeta romano del siglo V. 
Al fin, aceptó el cargo de profesor en Bonn desde 1825. Allí pasó el resto de su vida, salvo algunas visitas a Berlín para desempeñar funciones de consejero de Estado. Republicó allí (1827-1828) los dos primeros volúmenes de su Historia romana y compuso un tercero hasta el final de la primera guerra púnica, el cual fue publicado póstumamente en 1832 por Johannes Classen con otro fragmento escrito en 1831. También participó en la edición de August Bekker de historiadores bizantinos (el Corpus Historiae Scriptorum Byzantinae) y dio conferencias y cursos sobre historia antigua, etnografía, geografía y la Revolución francesa.
En febrero de 1830, su casa fue incendiada, pero la mayor parte de sus libros y manuscritos se salvaron. La revolución de julio en Francia de ese mismo año fue un golpe terrible para él y lo llenó de lúgubres anticipaciones sobre el futuro de Europa. Murió de pulmonía a los 54 años en Bonn. 
Fue uno de los miembros fundadores de la Sociedad de Ciencias Históricas Filológicas y Críticas que se impuso verificar la fiabilidad de la historia romana de Tito Livio. Sus conclusiones, particularmente su investigación de las fuentes de los Discorsi de Maquiavelo sobre las Décadas del autor romano, se mostraron polémicas: más de una vez Maquiavelo se impuso en precisión a Niebuhr. Sin embargo, sus estimulantes comentarios sobre Livio y otros autores inspiraron a historiadores y filólogos de la talla de Karl Otfried Müller, Theodor Mommsen, Jacob Burckhardt e incluso Leopold von Ranke y Johann Gustav Droysen. El progreso inexorable del historicismo alemán no puede explicarse sin la influencia de Niebuhr.